# Hemelytroblatta afghana
Hemelytroblatta afghana är en kackerlacksart som först beskrevs av Bei-Bienko 1967.  Hemelytroblatta afghana ingår i släktet Hemelytroblatta och familjen Polyphagidae.
Artens utbredningsområde är Afghanistan. Inga underarter finns listade i Catalogue of Life.